# Museu Diocesà de Barcelona
El Museu Diocesà de Barcelona es va inaugurar com el 22 d'octubre de 1916, instal·lant-se a l'espai de la planta baixa de l'edifici del Seminari Conciliar, essent el seu primer director Manuel Trens i Ribas. El 1991 es va traslladar i va obrir al públic a l'edifici de la Pia Almoina de Barcelona. Recull una extensa col·lecció d'obres d'art d'esglésies del Bisbat de Barcelona des del seu inici fins als nostres dies.

## Història
La celebració a Barcelona, l'any 1913, del Primer Congrés d'Art Cristià a Catalunya, junt amb la ja constitució del Museu Episcopal de Vic el 1891 i el Museu Diocesà i Comarcal de Solsona el 1896, van fer que jerarquies de l'església de Barcelona, com els bisbes Enric Reig i Casanovas i Joan Josep Laguarda, juntament amb l'historiador Manuel Trens, entre d'altres, decidissin d'organitzar la formació d'un museu Diocesà a Barcelona. En menys d'un any es van rebre de totes les esglésies del bisbat més de 600 obres que eren fora de culte. Amb elles es va inaugurar el 22 d'octubre de 1916 el Museu Arqueològic Diocesà de Barcelona, a l'edifici del Seminari Conciliar del carrer de la Diputació.
Durant la Guerra Civil espanyola (1936-1939), va ser saquejat i incendiat, perdent-se part de les seves obres. Després d'alguns anys de reformes, es va poder tornar a inaugurar en el mateix lloc el 30 de maig de 1960, amb algunes obres que van ser tornades des dels museus Cleveland Museum of Art i l'Institut d'Art de Chicago. A poc a poc, i a causa de l'augment progressiu dels fons, el local es va anar quedant petit.
L'any 1976 es van iniciar les obres de restauració per a la instal·lació del Museu, i finalment l'any 1988 es va decidir el seu trasllat a l'edifici de la Pia Almoina, reformat per l'arquitecte Josep Maria Botey. El 23 de setembre de 1991 va ser inaugurada la primera fase per l'arquebisbe Ricard Maria Carles.

### Portes del Museu Diocesà

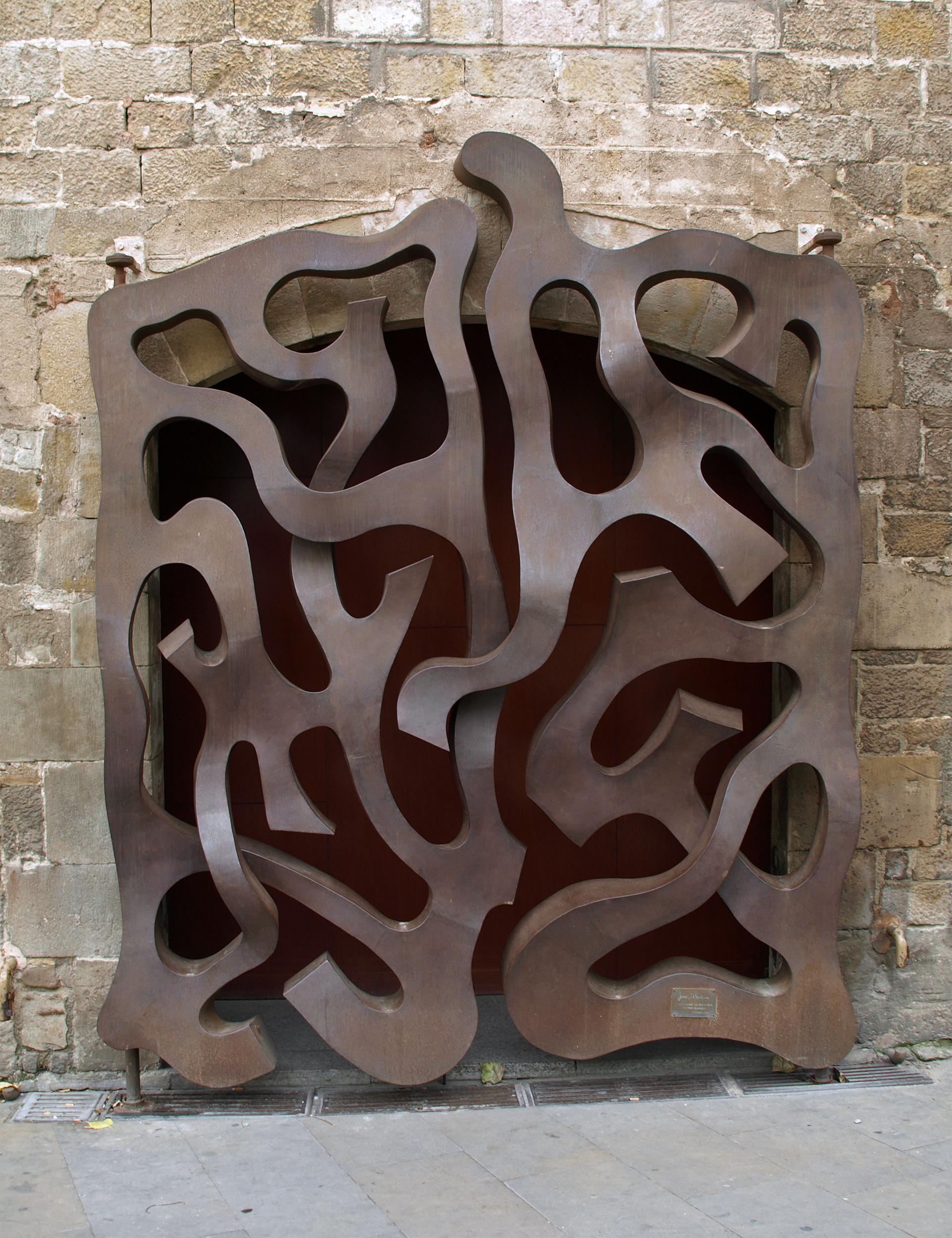
Portes del Museu Diocesà, dissenyades per Josep Plandiura

Les noves portes del museu van ser dissenyades i realitzades per l'artista català Josep Plandiura al costat de l'escultor i forjador Enric Pla Montferrer, per encàrrec del Bisbat de Barcelona. La impactant obra visual realitzada per Plandiura, va ser objecte de dures crítiques a causa del contrast que existia entre la seva obra abstracta i l'arquitectura gòtica de la catedral de Barcelona. La forma orgànica i laberíntica d'acer Corten mesura 3,5 m d'alt per 2,6 m d'amplada, essent actualment senya d'identitat del museu.

## Col·leccions

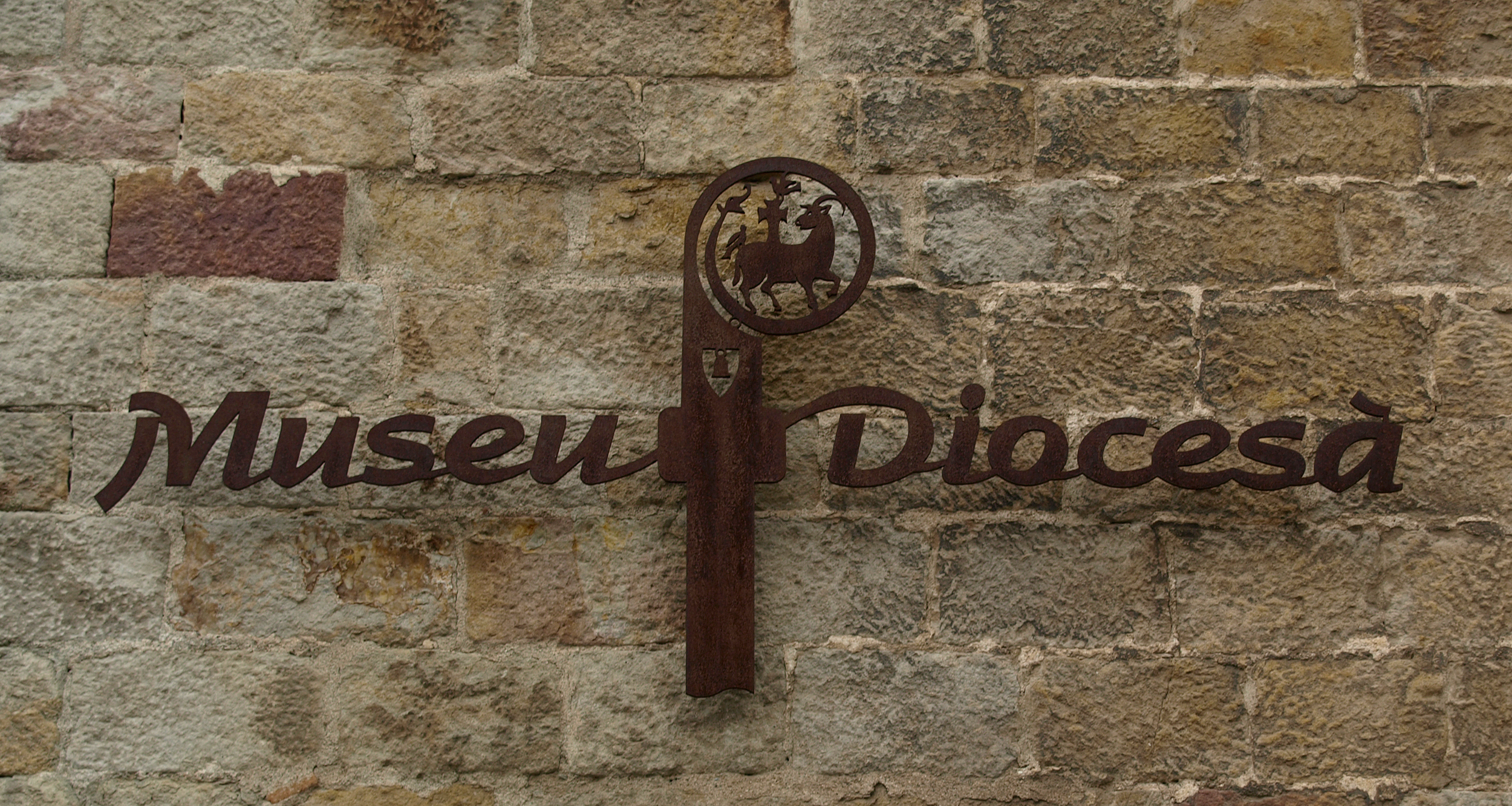
Placa del Museu Diocesà

L'arxidiòcesi de Barcelona en col·laboració amb la Diputació de Barcelona i la Conselleria de Cultura de la Generalitat de Catalunya han contribuït en l'habilitació de l'edifici de la Pia Almoina (propietat del capítol catedralici) per tal d'aconseguir espais idonis per sales de museu i exposicions. Les peces d'art de la col·lecció han estat catalogades i algunes també restaurades. S'hi han realitzat importants exposicions d'art, destacant «Millenum» l'any 1989, i d'altres com «Splendor II Vallès», «Selecta I del Museu Diocesà» el 1991, «Selecta II del Museu Diocesà» i «Catalunya Medieval» el 1992.

### Època romana
Moltes esglésies catalanes es van construir sobre edificacions romanes, com el mateix edifici de la Pia Almoina que conserva restes de la muralla de la romana Bàrcino. Barcelona ja disposava de catedral paleocristiana al segle iv, un capitell de tipus mossàrab conservat al museu és procedent d'aquesta basílica.
En una excavació d'una torre romana del Palau Episcopal, es va trobar una escultura de marbre blanc de la primera meitat del segle i, representant el retrat d'un jove romà; també es va trobar en aquestes mateixes excavacions un fragment de làpida sepulcral datat al segle ii.
Del segle iv-V es guarda un altar de marbre de l'església de Santa Maria l'Antiga de Santiga (Santa Perpètua de Mogoda) i un mosaic en opus tessellatum policrom de Pacs del Penedès.

### Romànic

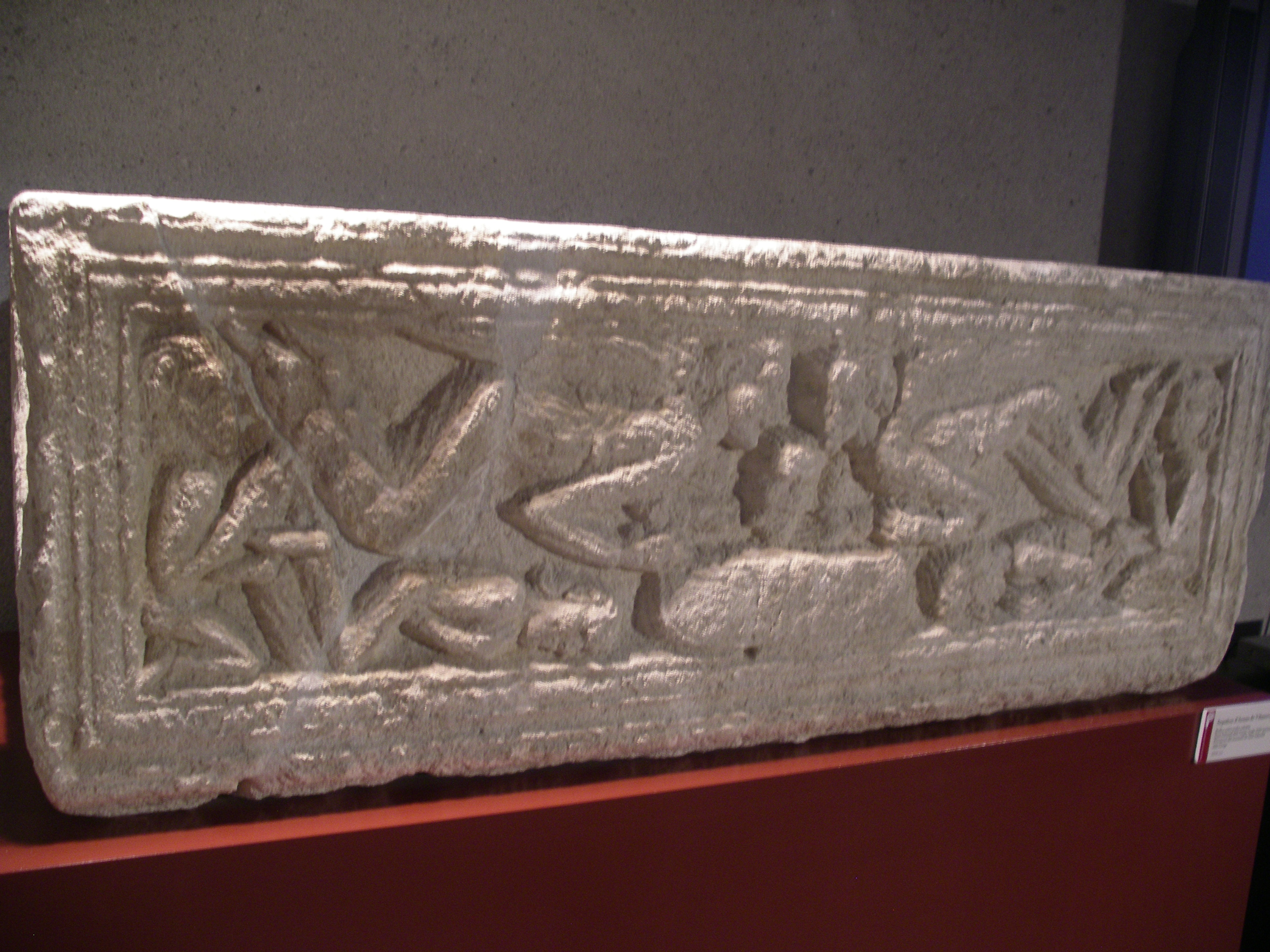
Sepulcre d'Arnau de Vilanova,, procedent de Sant Sebastià dels Gorgs, potser obra de l'escultor Ramon de Bianya

Al romànic la iconografia més representativa és el Pantocràtor amb el símbol dels quatre evangelistes anomenat tetramorf, i les escenes bíbliques a les pintures murals de les esglésies. Així com a les imatges escultòriques, la representació de Crist en Majestat, (Maiestas Domini) i Verge amb Nen (Sedes sapientiae).
Les pintures murals del romànic estan representades al museu pel conjunt de l'església de Sant Salvador de Polinyà datades de l'any 1122 i la pintura mural de l'Epifania de l'església de Sant Iscle de les Feixes de Cerdanyola del Vallès.
La imatgeria romànica policromada de Verge amb Nen, tan freqüent a Catalunya, entre les quals destaquen les procedents del monestir de Sant Pau del Camp del segle xiii, del mateix segle la de l'església de Santa Maria de Toudell de Viladecavalls,i la de l'església parroquial de Masquefa del segle xii. Una altra peça és la Majestat del segle xii de quasi un metre d'alçada, procedent del Rosselló.
Una gran peça d'orfebreria romànica és la creu processional de 98 x 52 cm, en argent repussat sobre fusta del monestir de Sant Miquel del Fai, presenta la imatge de Crist crucificat amb els ulls oberts i amb un ampli pany amb llaçada i plecs abundants fins als genolls. Al medalló superior s'hi representa un àngel, i als medallons dels braços les figures de la Verge i Sant Joan en posició horitzontal, a la part inferior del Crist hi ha una figura mirant Jesús, representant la humanitat, de les pedres que segurament tenia en tots els espais lliures, solament es conserva una a la part superior de la creu; al revers té l'Agnus Dei en el centre, i repartit als quatre braços els símbols dels evangelistes amb uns caràcters epigràfics que especifiquen els seus noms; està datada del segle xii.

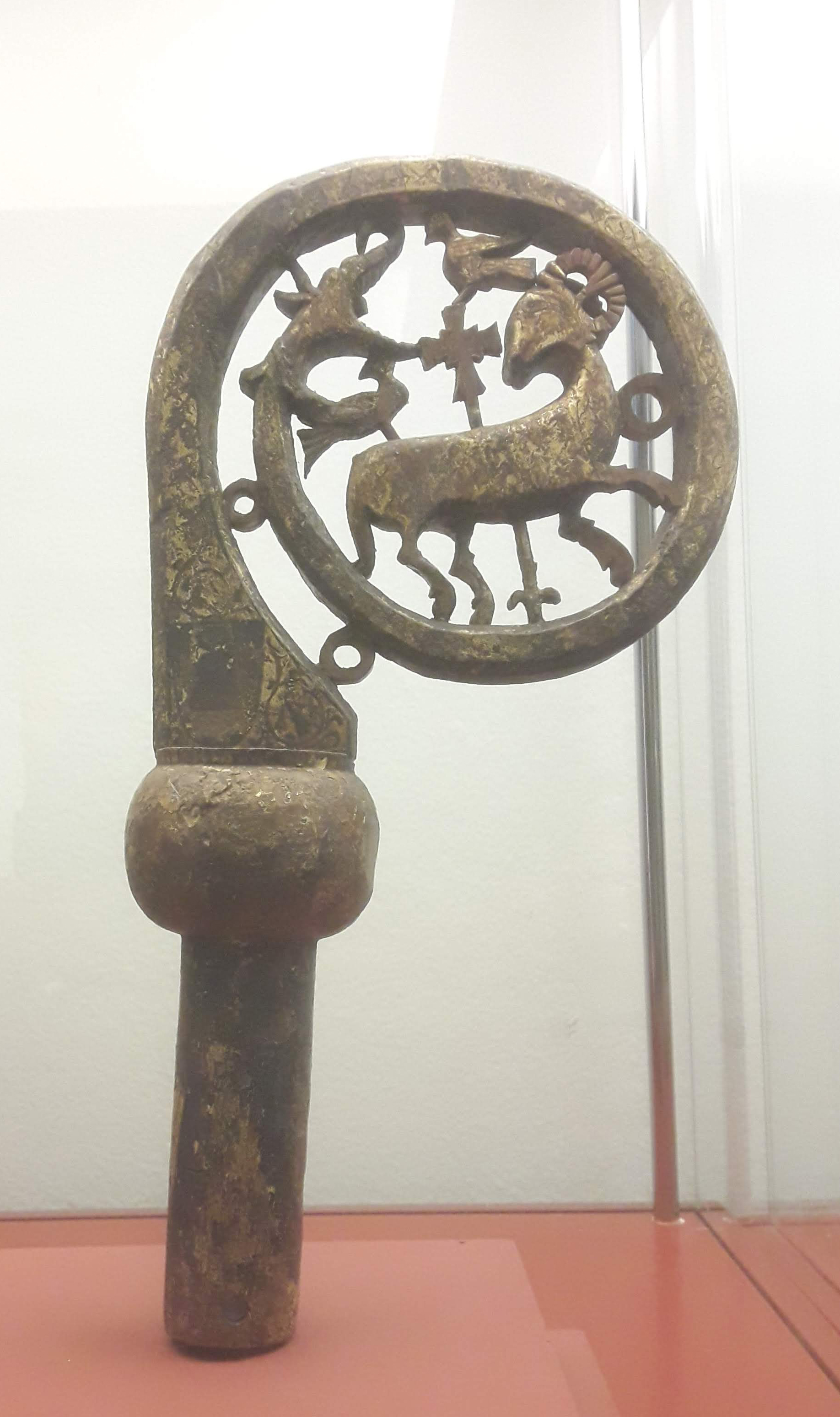
El bàcul de Guerau de Clasquerí que inspira el símbol del museu

Un Crist crucificat de coure amb esmalts del segle xiii. Del monestir de Sant Cugat és un Bàcul pastoral de fusta tallada i policromada de l'abat Guerau de Clasquerí, una lipsanoteca i una capa de lli brodada en seda i or de l'abat Arnau Ramon de Biure. De transició entre el romànic i el gòtic destaca el frontal d'altar de Santa Perpètua de Mogoda amb la representació de la vida de la santa a la pintura.

### Gòtic

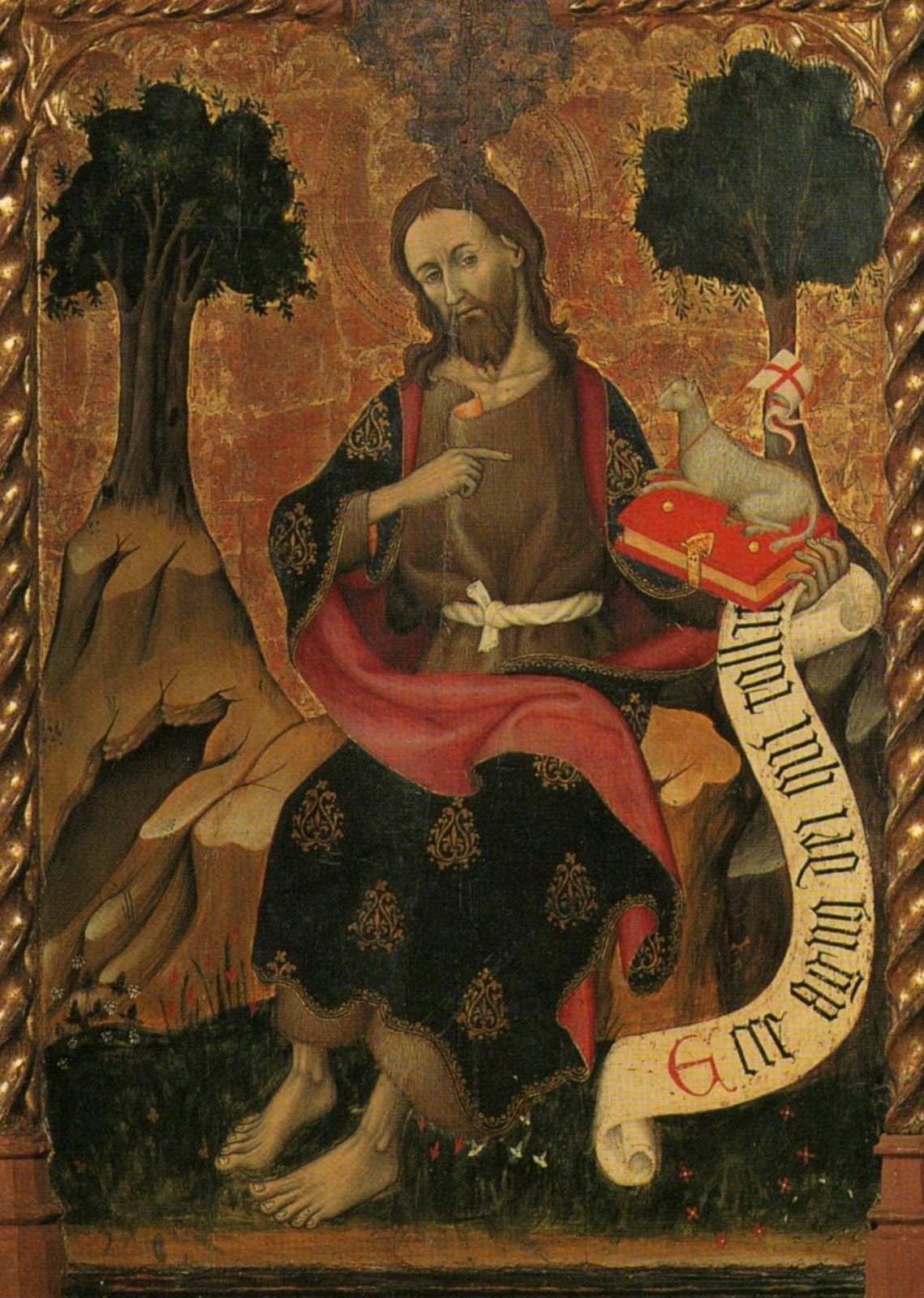
Detall de la taula central del retaule de Sant Joan, conservat al museu i realitzat per Bernat Martorell

L'evolució de l'estil gòtic català es pot seguir mitjançant les obres guardades al museu, des del segle xiii l'art cistercenc va ser el que més va influir a Catalunya en el desenvolupament de l'arquitectura gòtica.
De la pintura gòtica s'exposen obres d'estil italo-gòtic com les de Ramon Destorrents, la taula de Sant Vicenç de l'església de Sant Celoni (1360-1365); del mestre de Rubió una taula procedent de l'església de Santa Maria de Santa Oliva i una altra de Sant Vicenç dels Horts; de Ferrer i Arnau Bassa i del monestir de Santa Maria de Jonqueres, una pintura sobre fusta representant Sant Jaume. D'artistes del gòtic internacional com Bernat Martorell, Jaume Cirera i Lluís Borrassà amb una taula representant Sant Esteve de l'església de Sant Esteve de Palautordera datat el 1424. El gòtic amb inspiració flamenca, està representat per Jaume Huguet amb una pintura de la Verge de l'Anunciació de l'església de Sant Feliu d'Alella, Pere Garcia de Benavarri amb el retaule de Sant Quirze i Santa Julita de l'església parroquial de Sant Quirze del Vallès, Rafael Vergós amb el retaule de Santa Justa i Santa Rufina de l'església de Lliçà d'Amunt i el de Sant Pere de l'església de Montcada i Reixac.
Es pot ressaltar algunes peces importants d'artistes anònims procedents de diferents llocs, com de la Basílica de la Mercè el sarcòfag de Santa Maria de Cervelló, amb la representació de la santa i com donant a Pere el Cerimoniós; el frontal de Tordesillas del Reial Monestir de Santa Clara de Tordesillas (Valladolid), datat de la segona meitat del segle xv, o les cinc claus de volta procedents de l'església de Nostra Senyora dels Àngels de El Toro (Alt Palància).
L'escultura gòtica reflecteix una nova expressivitat menys hieràtica que a l'etapa anterior romànica, es pot copsar perfectament a les imatges de la Verge amb Nen que mostren més diàleg entre tots dos, la representació de la imatge de la Verge passa d'estar asseguda a estar dempeus i a tenir el cos lleugerament inclinat.
Entre les escultures de la Mare de Déu destaquen les realitzades en alabastre com la Verge de la Vall de Santes Creus de la Selva de Mar, la de la Verge de les Valls de Sant Medir de l'ermita de Sant Medir de Sant Cugat i la de la Verge dels Perdons realitzada per Pere Joan i procedent de l'antiga col·legiata de Santa Anna de Barcelona, d'alabastre també són unes escultures del sepulcre de la reina Elisenda de Montcada del monestir de Pedralbes. De talla de fusta policromada és la imatge d'una Verge i de Sant Adjutori del monestir de Sant Cugat i un grup del Sant Sepulcre amb algunes figures en terracota de la col·legiata de Santa Anna de Barcelona, atribuïdes a Gabriel Guàrdia.
L'orfebreria gòtica està representada en una gran quantitat d'objectes litúrgics, entre ells el reliquiari - Arqueta de Sant Cugat, venerada durant segles al monestir de Sant Cugat; és d'argent repussat, en algunes bandes daurada, sobreposada en fusta i està datada prop de l'any 1306. Hi ha gran varietat de creus processionals des de les realitzades en bronze fins a les més riques en argent i esmalts com la d'església de Sant Esteve d'en Bas de l'any 1380, i a causa de la instauració de les processons del Corpus des del segle xiv es comencen a crear custòdies. Es complementa l'exposició gòtica amb ceràmica i teixits.

### Renaixement

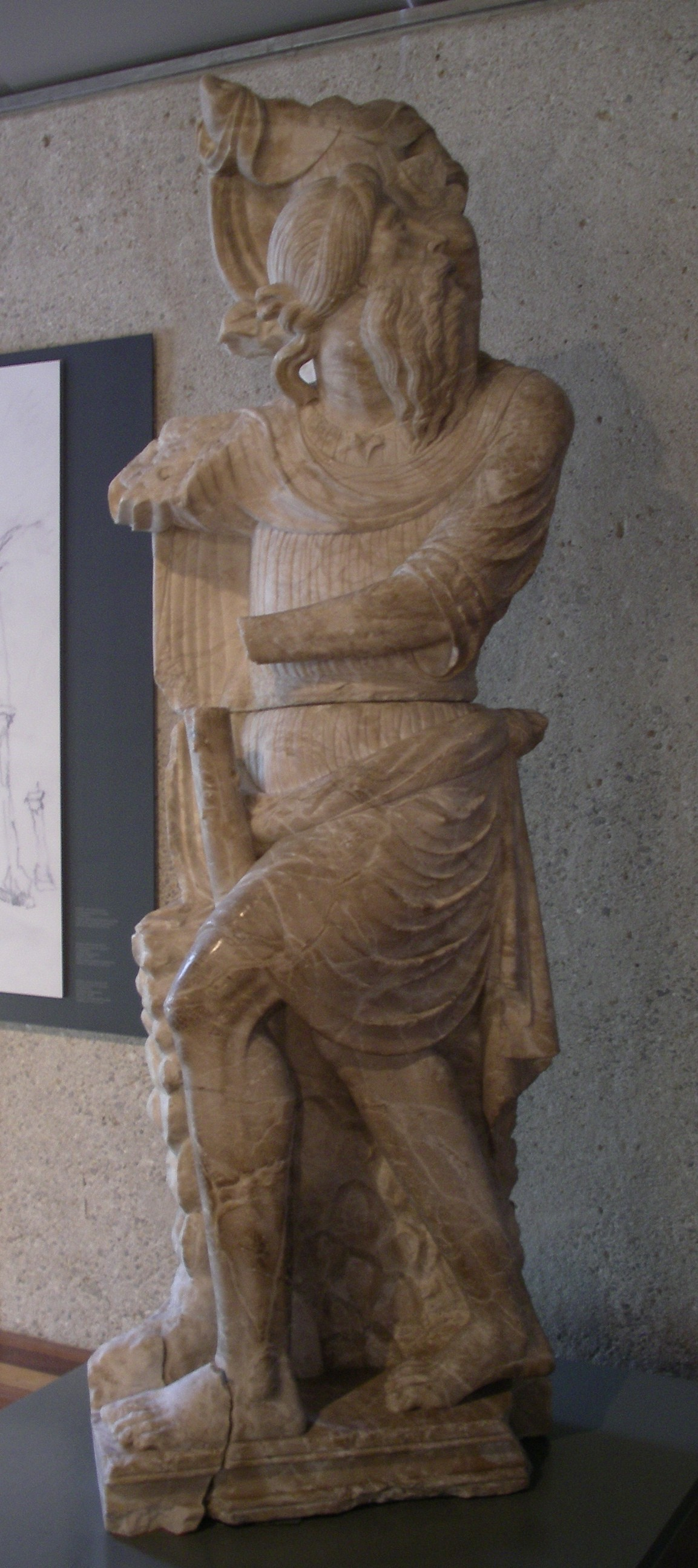
Sant Cristòfol de Gil de Medina, procedent de l'església de Sant Miquel de Barcelona

El renaixement a Catalunya es va produir tard i no va ser gaire abundant pel que fa a artistes autòctons, la pintura es realitzava a l'oli amb bona perspectiva i amb colors en gammes tonals a imitació del corrent italià. Pel que fa a l'escultura van ser els artistes italians, francesos o flamencs els que més van treballar en la zona catalana.
La pintura renaixentista del retaule de Sant Marçal i Sant Sebastià de l'església de Sant Pere de Vilamajor realitzada per l'artista navarrès Juan Gascó el 1520 mostra una pintura exquisida amb grans influències italianes. Pere Serafí junt Francesc Ribes van fer el retaule de Sant Cristòfol per al convent de Santa Maria de Montsió de Barcelona; de Jaume Forner és el retaule de Santa Agnès a l'oli pintat per l'església de Santa Agnès de Malanyanes a La Roca del Vallès. Destaca l'obra dels portuguesos Pere Nunyes i Enrique Fernandes que l'any 1542 van realitzar el retaule de Sant Sever que representa la curació del rei Martí I d'Aragó mitjançant les relíquies de sant Sever; a les taules es veu el trasllat de les relíquies del monestir de Sant Cugat a la catedral de Barcelona amb els retrats del rei Martí l'Humà i el seu fill Martí el Jove.
L'escultura renaixentista va arribar a Catalunya mitjançant els artistes italians, entre ells el pisà, Lupo di Francesco, que va realitzar el sarcòfag de santa Eulàlia a la catedral de Barcelona. De Bartolomé Ordóñez guarda el museu el relleu en alabastre Sacra conversa procedent del palau episcopal de Barcelona, unes talles en fusta policromada i daurada d'imatges de la Verge, de les esglésies de Sant Celoni i Argentona. Escultures de Damià Forment realitzades per al retaule de Sant Server. De l'església de Sant Miquel de Barcelona, quan va ser derrocada el 1869, van passar a la custòdia del museu: el sepulcre napolità de Jeroni Descoll, imatges de Sant Cristófol de Gil de Medina, una talla de Sant Miquel Arcàngel de dos metres d'alçada i una altra representant Sant Jeroni.
De l'orfebreria renaixentista el museu té un gran nombre de creus processionals i copons de diverses esglésies dels segles xvi i xvii. També es guarda una magnífica custòdia de Santa Maria del Pi de Barcelona, de l'artista Llàtzer de la Castanya realitzada el 1587 en argent daurat repussat i cisellat de 125 centímetres d'alçada. També és important la diversa indumentària religiosa que disposa el museu, de l'època renaixentista, de casulles, capes pluvials i dalmàtiques entre d'altres.

### Barroc
El barroc sorgit a Itàlia a començaments del segle xvii va anar estenent-se ràpidament per tot Europa. Els canvis històrics també es van produir dins de la diòcesi barcelonina, destacant el bisbe Josep Climent i Avinent que va reformar el seminari convertint-lo en un dels centres d'ensenyament superior públic més important de la ciutat, així com va crear les primeres escoles primàries gratuïtes. Als artistes se'ls demana que la iconografia representada sigui més propera al poble, les escenes són dinàmiques i els rostres i vestidures de les representades són més comunes i vulgars, les ombres i llums junt amb el colorit ofereixen una imatge més atraient, pels creients de la religió.
La pintura barroca religiosa del Museu Diocesà té una gran representació en artistes anònims dels segles xvii i XVIII des de les obres del tenebrisme fins al barroc autòcton. De la primera època destaquen la Coronació de la Verge del Carme de l'església de Piera; Sant Antolí de Monistrol de Montserrat; Calvari de l'església parroquial de Sant Pere de Riudebitlles; del pintor Josep de Ribera una pintura a l'oli sobre tela de Sant Jeroni. De l'artista barceloní Antoni Viladomat i Manalt s'hi exposen les obres de Transfiguració de Jesús; de l'església Santa Maria del Pi el quadre de sant Josep Oriol realitzant un miracle i procedents del convent de Sant Agustí de Barcelona les pintures de sant Antoni de Pàdua i el Sant Sopar. De Manuel Tramulles i Roig es conserva una obra titulada Sant Francesc de Borja de 1776.
L'escultura barroca religiosa es va realitzar a l'àrea mediterrània amb imatges tallades en fusta principalment per la seva col·locació a retaules creades en relleu o exemptes, amb un gran realisme, cercant de despertar l'emoció en qui les observés. Així la majoria que té el museu són procedents d'antics retaules, la talla central del retaule de Sant Eloi de la basílica de la Mercè (Barcelona), la de sant Honorat de l'església de Sant Pere Molanta (Olèrdola), Mare de Déu amb el Nen de la parroquial de la Roca del Vallès, uns reliquiaris de l'església de Betlem (Barcelona) i de Ramon Amadeu un sant Marià penitent del desaparegut convent de Sant Josep dels carmelitans descalços també a Barcelona.
El museu disposa d'una gran quantitat d'orfebreria del barroc, rococó i neoclàssic de la zona de la seva diòcesi com algunes peces de l'escola castellana, entre elles destaca una urna d'argent de Toledo de l'any 1734, un calze en argent daurat de Navarra signat per Heredia. Amb plafons de ceràmica esmaltada, mobiliari i indumentària religiosa es tanca la col·lecció d'aquesta època.

### Seglesxixixx
La desamortització i l'exclaustració durant l'any 1835, la Setmana Tràgica del 1909 amb la crema de convents i edificis religiosos, juntament amb els saquejos i incendis que es van produir durant la Guerra Civil espanyola, van fer que moltes obres d'art religioses exposades a les esglésies catalanes desapareguessin.
Entre les pintures modernistes que guarda el museu hi ha la Puríssima, obra d'Alexandre de Riquer realitzada el 1887 i una rosassa Sanctus de l'any 1892 realitzada per Antoni Gaudí per la cripta del temple de la Sagrada Família. De l'aquarel·lista Frederic Lloveras es poden veure diverses obres.
Es conserven obres d'escultura de Domènec Talarn; diverses d'Agapit Vallmitjana i Barbany amb l'Àngel del Judici de terracota de l'any 1884 i una Immaculada en marbre de l'any 1898; d'Agapit Vallmitjana i Abarca l'obra Sant Antoni de Pàdua en terracota policromada; un Sant Josep amb el Nen de Josep Llimona; la màscara funerària en guix de Venanci Vallmitjana realitzada per Pau Gargallo, etc.
Diverses peces d'orfebreria amb els diferents estils artístics de tot aquest període es poden veure, sobretot a la col·lecció de custòdies. Posseeix la col·lecció el calze i la patena pertanyent al bisbe Josep Torras i Bages, de l'església parroquial de les Cabanyes, i realitzats el 1900, per l'orfebre Josep Ignasi Ginabreda.